# 鶴瓶のええ歌やなぁ
『鶴瓶のええ歌やなぁ』（つるべのええうたやなぁ）は、2024年7月25日からBS11で放送されている歌謡&トーク番組。司会は笑福亭鶴瓶と八木亜希子。

## 概要
- スナック風のスタジオにゲスト歌手を迎え、常連客役の笑福亭鶴瓶とママ役の八木亜希子がゲストの名曲にまつわる秘話からプライベートまで「歌」と「人生」を丸裸にする歌謡&トーク番組[3]。

- 2024年7月25日にスペシャル番組として放送され[2]、同年10月3日よりレギュラー放送を開始[4]。

## 放送時間
- 隔週木曜 20:00 - 20:57（2025年5月1日 - ）

### 過去の放送時間
- 毎月第1・第4木曜 20:00 - 20:57（2024年10月3日 - 12月26日、2025年4月3日 - 4月24日）[注 1]
- 毎月第3・第4木曜 20:00 - 20:57（2025年1月2日 - 3月27日）[注 2]

## 出演者

### レギュラー
- 笑福亭鶴瓶 - 常連客
- 八木亜希子 - ママ

## 放送リスト
| 2024年 | 2024年        | 2024年       | 2024年 | 2024年                              |
| ♯      | 放送日        | ゲスト       | 歌唱曲 | 備考                                |
| ------ | ------------- | ------------ | --- | ----------------------------------- |
| SP     | 2024年7月25日 | 天童よしみ   | 道頓堀人情 珍島物語 大阪恋時雨 | スペシャル番組 （レギュラー放送前） |
| SP     | 2024年7月25日 | 堀内孝雄     | 君のひとみは10000ボルト 冬の稲妻（アリス） 愛しき日々 | スペシャル番組 （レギュラー放送前） |
| 1      | 10月03日      | 野口五郎     | 私鉄沿線 甘い生活 夜空の星（加山雄三） |                                     |
| 1      | 10月03日      | 伍代夏子     | 肱川あらし |                                     |
| 2      | 10月10日      | 伍代夏子     | 鳴門海峡 ひとり酒 愛の終着駅（八代亜紀） |                                     |
| 2      | 10月10日      | 山本譲二     | 奥州路 |                                     |
| 3      | 10月31日      | 山本譲二     | みちのくひとり旅 旅の終りはお前 風雪ながれ旅（北島三郎） かあさんへ（吉幾三） 比翼の鳥 妻よ...ありがとう（吉幾三）                                          |                                     |
| 4      | 11月07日      | 中西保志     | 最後の雨 LAST CALL みだれ髪（美空ひばり） 無法松の一生（村田英雄） ラヴ・イズ・オーヴァー（欧陽菲菲） サボテンの花（チューリップ） for you...（高橋真梨子） |                                     |
| 5      | 11月28日      | 坂本冬美     | あばれ太鼓 夜桜お七 また君に恋してる（ビリーバンバン 津軽海峡・冬景色（石川さゆり） ほろ酔い満月 風に立つ                                                   |                                     |
| 6      | 12月05日      | 甲斐よしひろ | 安奈 裏切りの街角 あたしのブギウギ（浅川マキ） 翼あるもの                                                                                                   |                                     |
| 7      | 12月26日      | 山川豊       | 函館本線 アメリカ橋 別れの鐘の音（五木ひろし） 途中下車 天城越え（石川さゆり） 港のブルース 兄貴                                                            |                                     |

| 2025年 | 2025年         | 2025年       | 2025年 | 2025年                                     |
| ♯      | 放送日         | ゲスト       | 歌唱曲 | 備考                                       |
| ------ | -------------- | ------------ | --- | ------------------------------------------ |
| SP     | 2025年01月02日 | 三山ひろし   | お岩木山 どんこ坂 別れの一本杉（春日八郎） 男の流儀 男の路地裏 恋...情念                                                                            | 正月SP（20:00 - 21:53） 前半はトーク特選集 |
| 8      | 1月16日        | 三山ひろし   | お岩木山 どんこ坂 別れの一本杉（春日八郎） 男の流儀 男の路地裏 恋...情念                                                                            | 正月SPの三山ひろし出演部分                 |
| 9      | 01月23日       | 前川清       | 長崎は今日も雨だった 中の島ブルース そして、神戸 東京砂漠 雪列車 風潮                                                                               |                                            |
| 10     | 01月30日       | 香西かおり   | 無言坂 すき 酒のやど かもめの街（ちあきなおみ） あゝ人恋し そぞろ雨                                                                                 |                                            |
| 11     | 02月20日       | 鳥羽一郎     | 兄弟船 カサブランカ・グッバイ かえり舟（田端義夫） 泉州春木港 晩秋歌 朋輩よ                                                                         |                                            |
| 12     | 02月27日       | サーカス     | Mr.サマータイム アメリカン・フィーリング 愛で殺したい ホームタウン急行 家族写真 The one                                                             |                                            |
| 13     | 03月20日       | 川中美幸     | ふたり酒 二輪草 真赤な太陽（美空ひばり） 君影草〜すずらん〜 裏窓（高橋真梨子） 人生賭けてます あなたの口ぐせ                                        |                                            |
| 14     | 03月27日       | 島津亜矢     | 感謝状〜母へのメッセージ〜 帰らんちゃよか 歌姫（中島みゆき） 時代（中島みゆき） 川の流れのように（美空ひばり） 出世坂 おてんとさま                  |                                            |
| 15     | 04月03日       | 新浜レオン   | 全てあげよう 捕まえて、今夜。 傷だらけのローラ（西城秀樹） 君を求めて さよならを決めたのなら 炎のkiss                                               |                                            |
| 16     | 04月24日       | 松崎しげる   | 愛のメモリー ルパン三世のテーマ オーバー・ザ・レインボー もしもピアノが弾けたなら（西田敏行） 俺たちの朝 ワンダフル・モーメント 私の歌              | [ 注 4 ]                                   |
| 17     | 05月01日       | 吉幾三       | 雪國 酒よ 酔歌 You Were There 〜あなたが居たから〜 南部...春と夏                                                                                    |                                            |
| 18     | 05月15日       | 八神純子     | みずいろの雨 パープルタウン 〜You Oughta Know By Now〜 思い出は美しすぎて 想い出のスクリーン ポーラー・スター さくら証書 1年と10秒の交換 負けないわ | [ 注 5 ]                                   |
| 19     | 05月29日       | 長山洋子     | じょんから女節 ヴィーナス 蜩-ひぐらし- 津軽タント節（和洋合奏） 倖せにしてね 昭和の女                                                               |                                            |
| 20     | 06月12日       | 錦野旦       | もう恋なのか 空に太陽がある限り ありがとう…感謝（小金沢昇司） 花の唄 熱い涙                                                                         |                                            |
| 21     | 06月26日       | 新沼謙治     | 嫁に来ないか 津軽恋女 ヘッドライト 酒とふたりづれ 夕焼け雲（千昌夫） ふるさとは今もかわらず 思い出したよ故郷を                                      |                                            |
| 22     | 07月10日       | 福田こうへい | 南部蝉しぐれ 峠越え アイヤ子守唄 達者でナ（三橋美智也） 一番マグロの謳 匠〜たくみ〜                                                                 |                                            |
| 23     | 07月24日       | 藤あや子     | こころ酒 裸の心（あいみょん） むらさき雨情 矢切の渡し（ちあきなおみ） 雪 深深 素肌 想い出づくり Angel（エアロスミス）                               | [ 注 6 ]                                   |
| 24     | 08月07日       | 水森かおり   | 鳥取砂丘 輪島朝市 三陸挽歌 せんせい（森昌子） ひとり薩摩路 海の子なれば 大阪恋しずく                                                                |                                            |

## スタッフ
- ナレーション：成松海悠
- 構成：伊藤正宏、江藤美明
- プロデューサー：小林都仁（BS11）、中村肇、西琴美
- アート・プロデューサー：林政之
- キャスティング・プロデューサー：鈴木仁美
- ディレクター：松清弘卓、小柴早紀
- 制作協力：BEE BRAIN
- 製作著作：BS11

## ネット配信
| 配信開始月 | 配信サイト         | 配信料金                             | 備考            |
| ---------- | ------------------ | ------------------------------------ | --------------- |
| 2024年10月 | TVer               | 無料見逃し配信                       | 配信期間は1か月 |
| 2024年10月 | BS11+              | 無料見逃し配信                       | 配信期間は1か月 |
| 2024年10月 | BS11+              | 無料見逃し配信                       | 配信期間は1か月 |
| 2024年10月 | 無料アーカイブ配信 | スタジオトークディレクターズカット版 |                 |